# ルーシー (アウストラロピテクス)

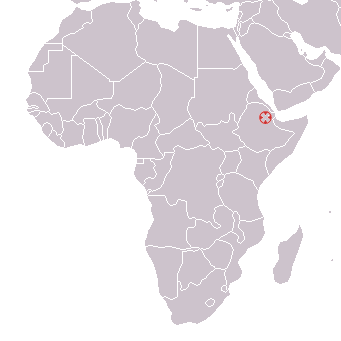
ハダールの位置

ルーシー（Lucy）とは、1974年11月24日にエチオピアで発見された、318万年前の化石人骨。
アウストラロピテクス・アファレンシス（アファール猿人）の中で最初期に発見されたもののひとつであり、全身の約40%にあたる骨がまとまって見つかったという資料上の貴重さから、広く知られている。
モーリス・タイーブ（タイエブとも） を中心とする国際アファール調査隊（International Afar Research Expedition, IARE）が発見し、ビートルズの楽曲「ルーシー・イン・ザ・スカイ・ウィズ・ダイアモンズ」に因み「ルーシー」と命名された。
ルーシーをはじめとするアファール猿人の化石人骨群が発見されたアワッシュ川下流域は、1980年にユネスコの世界遺産リストに登録された。
エチオピアの現地語ではディンキネシュ（dinqineš / Dinkinesh, 「貴女は驚異的だ」の意）という名前も与えられており、切手にもなっている。
この猿人の発見は、類人猿に近い脳容量と人類に近い直立二足歩行を行なっていた痕跡を示す人骨という点で重要であるうえ、人類の進化において脳容量の増大よりも二足歩行が先行していたことを裏付ける証拠にもなっている。ただし、他の研究の結果は、アファール猿人が現代人の直接的な先祖ではないことを示唆している。

## 発見
モーリス・タイーブは、1972年にハダール累層（the Hadar Formation）を発見したことを踏まえ、国際アファール調査隊を組織した。そこには、アメリカの人類学者で後にアリゾナ州立大学人類起源研究所（Institute of Human Origins）の所長となったドナルド・ジョハンソン、イギリスの考古学者メアリ・リーキー、フランスの古生物学者で後にコレージュ・ド・フランスに招聘されたイヴ・コパンらが、共同責任者として招かれた。
調査隊は4人のアメリカ人と7人のフランス人を加え、人類の起源に関わる化石や加工品を求めて、1973年秋にアファール盆地のハダール村付近を調査した。第一次調査期間が終わりに近づいた1973年11月に、ジョハンソンは脛上端の骨を発見した。続いて大腿骨下端が発見され、それらを接合して復元した膝関節は、明らかに直立歩行するヒトのものであることを示していた。AL 129-1という分類番号が与えられたこの人骨が発見されたのは、翌年にルーシーが発見されることになる場所から約2.5 km の場所だった。
彼らは翌年に第二次調査期間に入り、ほどなく人類の顎の化石を発見した。そして、1974年11月24日を迎えた。ジョハンソンはこの日、調査記録の更新作業をするつもりだったのだが、教え子の一人で化石研究をしていたトム・グレイとアワッシュ川近くの第162地点（Locality 162）で発掘調査を行うために、予定を変更した。そして彼らが焼けつくように暑くなっていく平原で2時間にわたって調査を行なったあと、ジョハンソンは遠回りになることをちょっと思い付き、すでにほかの調査員達が少なくとも2度は調査していた小さな谷川の底を見ようと、車を戻らせた。その底を一瞥した時には何も見付からなかったが、元の場所に戻ろうとした時にジョハンソンの視界は化石を捉えた。それはスロープにあった上腕骨の断片であり、その近くには後頭部の破片も見付かった。彼らは1 m ほど離れたところに大腿骨の一部も見つけ、さらに調査を重ねると、椎骨、骨盤、肋骨、顎骨などの破片を次から次へと発見した。彼らはその場所に印をつけてキャンプに戻り、明らかに一体の猿人を構成する多くの骨の発見に沸いた。
午後に調査隊は全員で谷川に向かい、発掘現場の区割りをし、3週間に渡ることになる注意深い発掘調査の準備をした。最初の晩には彼らはその発見を祝して夜通し騒ぎ、AL 288-1（整理番号。ALはAfar Location の略）という番号をつけたその新しい化石人骨を「ルーシー」と名付けることにした。その日の騒ぎの中で、ビートルズの楽曲「ルーシー・イン・ザ・スカイ・ウィズ・ダイアモンズ」がテープレコーダーから繰り返し流れていたからである。ただし、当夜の騒ぎの中で、具体的に誰が提案してそう命名されることになったのかなどは分からなくなっている。
それからの3週間で、重複の一切ない数百もの骨の破片が見付かり、それらが一体の人骨だったという当初の憶測を裏付けた。調査隊はさらに分析を進め、それが全体の40%にもなることが分かった。この数値については、手足の骨の一部を除いた算定であるとして、実際には20%台と見積もる見解もあるが、発見当時としては驚異的な数値だった。なお、1994年にはアファール盆地で身長120cmのラミダス猿人「アルディ」が発見され、最古の猿人は440万年前にまで遡ることになったが、その発見の詳細は2009年まで公刊されることがなかった。このアルディが発表された時点でも、10万年以上前のホモ属やアウストラロピテクス属の全身骨格は、トゥルカナ・ボーイ、セラム、リトル・フット、ルーシー、アルディの5体しかなかった。ルーシーはそれらの中で最も早く発見された全身骨格であった。
ジョハンソンは、完全に復元できた骨盤と仙骨から骨盤の開き具合を判断し、これが女性の人骨であると考えた。ルーシーは身長 1.1 m、 体重29kgで、一般的なチンパンジーに近いようにも見える。しかし、この小さな脳、骨盤、足の骨を持つ存在は、機能的には現代人と一致しており、確かに直立歩行していたことを示している。
ジョハンソンと、彼の同僚でカリフォルニア州出身の古人類学者ティム・ホワイト （Tim White）は、発見された新たな人骨群、すなわちアウストラロピテクス・アファレンシスを、390万-300万年前に生きていたヒトとチンパンジーの最後の共通の祖先として位置づけた（より古いラミダス猿人の骨が発見されたのは、彼らの発見の20年後である）。チンパンジーの系統により近い人骨は、1970年代以降見つかってはいたが、人類の起源を研究する古人類学者たちにとっては、ルーシーは至宝の座にありつづけた。より古い人骨は断片で見つかるのが常であったため、二足歩行の段階や現生人類との関係についての確定的な結論を出すには至っていなかったからである。
ジョハンソンは、当時のエチオピア政府の合意を得て、クリーブランドに骨格標本を持ち帰ったが、9年ほど後に合意に従ってエチオピアに返却した。ルーシーは世間の耳目を集めた最初の化石人骨で、国際調査隊の一連の調査で発見された人骨の中では最も有名になった。アファール猿人の段階に位置づけられている彼女のオリジナルの骨格標本は、現在アディスアベバにあるエチオピア国立博物館に保管されていて、石膏の模型が本物の代わりに展示されている。オリジナルから型を採った複製は、アリゾナ州立大学人類起源研究所が所有しているほか、再現された姿でクリーブランド自然史博物館（Cleveland Museum of Natural History）にも展示されている。アファール猿人やその先行者それぞれの生活ぶりを再現し、科学者たちが推定している行動や能力を示してくれるジオラマは、ニューヨークのアメリカ自然史博物館の人類生物学・進化ホール (Hall of Human Biology and Evolution) に展示されている。
ルーシーの発見以後も、1970年代を通じてアファール猿人の化石は発見されており、変異の範囲や性的二形（sexual dimorphism）の問題について、より深く理解できるようになっている。当初アファール猿人については、ルーシーとは体格が異なる骨格を別の種と解釈する見解があったが、1992年に発見された男性の骨 (AL444-2) などによって、体格の違いは性別による違い、すなわち性的二形によるものと解釈されるようになった。また、こうした比較の結果、ルーシーはアファール猿人の中でも特に小柄な個体であったと認識されるようになっている。

## 年代の推定
化石の年代測定は1990年から1992年に、ルーシーの周囲にあった火山灰を放射年代測定の一種であるアルゴン-アルゴン法 (Argon-argon dating) にかけることで行なわれた。
アワッシュ盆地で発見された人骨を年代測定しようとする試みは、ルーシーが発見されるよりも前に、1973年から1974年にかけてカリウム-アルゴン法 (K-Ar dating) を適用して、ジェイムズ・アロンソン (James Aronson) の研究所（当時はCWRUにあり、のちにダートマスに移った）でも行なわれたことがあった。タイーブやアロンソンによるそうした初期の試みは、年代を測定できる試料の不足や、この地域の火山岩が化学的に変性していたりで、うまくは行かなかった。ルーシーの人骨はハダール地方でも堆積物が特に早く積み重なっていく場所で、そのことが彼女の人骨や火山灰の良好な保存につながった。
ハダールでのフィールドワークは1976年から1977年の冬に中断され、その後、エチオピアのメンギスツ政権の方針で完全に途絶させられてしまい、1990年になって再開された。その間にアルゴン-アルゴン法はデレク・ヨーク (Derek York) のおかげで正確さが向上していた。1990年から1992年に、アロンソンとロバート・ウォルター (Robert Walter) によって測定に適した火山灰の標本2件が発見され、人類起源研究所での年代測定の結果、322万年から318万年前と測定された。

### 年齢
ルーシー自身の年齢については、骨の状態から推測されている。その骨の特徴は成長を終えたものであることを示しているが、それほど高齢になっていなかったことを示している。発見者であるジョハンソンは25歳から30歳くらいと推測し、獣による襲撃の跡がないことから、病気か水難事故によって水のある場所で死に、死後すぐに泥に埋もれたとしていた。ただし、死因はその後も特定されていない。2016年には、右上腕骨の折れ方から、木など高いところから落ちて死亡したのではないかという説がイギリスの科学誌ネイチャーに発表されている。

## 顕著な特質

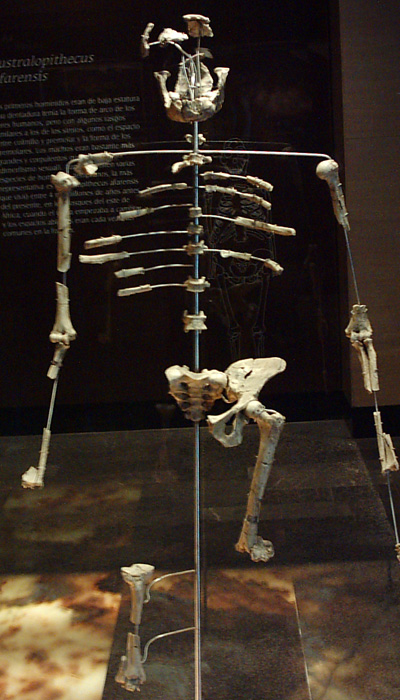
ルーシー（複製）

ルーシーの骨格には、次のような特質がある。

### 二足歩行の痕跡
ルーシーの最も印象的な特質のひとつは、外反足である。このことは、彼女が普通に二足歩行をしていたことを示している。
彼女の大腿骨は骨頭が小さく、骨頚が短い。それらは原始的な特徴ではあるのだが、一方で大転子は（大腿骨頭より高位にならず）明らかに短くなり、現生人類に近づいている。
彼女の大腿骨の長さに比べた上腕骨の長さの比は84.6%である。現代人の71.8%、一般的なチンパンジーの97.8%に比べると、アファール猿人の腕が短くなり始めているか、足が長くなり始めているか、あるいはその両方が同時進行しているかのいずれかを意味している。ルーシーには、別の二足歩行の指標といえる腰椎の前弯も見られる。偏平足とは異なる非病理的な平らな足を持っていたが、他のアファール猿人には反った足も見られる。

### 骨盤
ルーシーの骨盤は、類人猿よりもヒトのものに近い。これは、その頭骨が類人猿のものに近いことと対照的である。その構造は上半身を支えるために必要な機能をひとまず備えており、安定性に欠けていたと推測されているとはいえ、直立二足歩行をしていたことをうかがわせる。
ジョハンソンは、ルーシーの左の坐骨と仙骨も復元することができた。仙骨の保存状態は明らかに良かったが、坐骨は歪んでいた。この二点からは、異なる特質が浮かび上がってくる。仙骨は、iliac flareがほとんどなく、実質的にanterior wrapを持たないので、類人猿に近い腸骨を形成している。ただし、この復元には欠点もあることが明らかになった。もし右の腸骨が左と同じでなければ、恥骨上枝が接続できなかったはずだからである。
ティム・ホワイトによる坐骨の復元は、広いiliac flareを持ち、はっきりしたanterior wrapを示している。このことは、ルーシーが普通ではない寛骨臼内部のゆとりと、普通ではない長い恥骨上枝を持っていたことを意味する。彼女の恥骨弓は現代の女性に似て90度を超えている。しかしながら、彼女の寛骨臼はチンパンジーのそれのように小さく原始的である。

### 頭蓋
ルーシーの全身骨格は比較的保存状態が良かったが、頭蓋骨については破損が大きく、復元は困難だった。このため、アファール猿人の頭骨が完全に復元されたのは、AL444-2が発見された1992年以降のことだった。しかし、他のアファール猿人の頭骨との比較から、ルーシーの脳容量は400cc未満と推測されている。その容量はチンパンジーのものとほとんど変わらず、脳の大型化の傾向と無縁だが、構造上の進化の形跡は推測できるという。
かつては脳の大型化と直立二足歩行の進化は連動していると考えられていたが、そのような旧説に見直しを迫るものだった。

### その他の発見
アファール猿人の多くの個体の下顎の構造を研究した結果、ルーシーの顎はほかの猿人のものにあまり似ておらず、むしろゴリラのような外観を備えていた。研究者の中には、Y.ラックのように、この顎の構造はアファール猿人をホモ属とアウストラロピテクス・ロブストゥスの共通の先祖に位置付けるには派生的過ぎると考える者もいる。

## ルーシーの赤ちゃん
2000年にハダールにも近いディキカで、アファール猿人の女児の人骨が発見された。年齢は3歳と推測され、全身骨格のかなりの部分が残っている。この女児の人骨についてはしばしば「ルーシーの赤ちゃん」と呼ばれるが、実際にはルーシーよりも15万年ほど古い332万年前の人骨と見積もられている。

## 社会的な影響
ルーシーの知名度は世界的に高くなった。その知名度ゆえに、ビートルズの曲は化石人骨に触発されてつくられたものだと、曲と人骨の関係を全く正反対に捉えている者たちまで現われる始末だった。
ルーシーの名前は、エチオピアでは小さな町の飲み屋の名前にまで使用例が見出せたといい、同国ではサッカーの「ルーシー記念杯」というものもあったという。
また、ルーシーの最期に思いを巡らせた文学作品として、ジャン=リュック・シダ『ルーシーの選択』（1993）、アンドレ・シェディド『直立した女性ルーシー』、ピエール・シャファー『ファーベルとサピエンス』等がある。なかでもイブ・コパンは、ルーシーの内面的・外面的世界を、複層的な時間・空間を往来するものとして神秘的に描き出し、このようなルーシー像に触発されたフランスの医学者クロード・ロランが、同種の体験を伴う分裂病の症例あるいは3歳児頃の発達段階に「ルーシー・コンプレックス」と名付けるに至った。他方、スポーツ医学の分野ではピエール・ラルドーが大腿屈筋群に現れる症状を「ルーシー症候群」と名付けている。
日本の国立科学博物館では、文部科学省と科学技術振興機構による「女子中高生の理系進路選択支援事業」委託業務でマスコットキャラクターに採用された。女性の大先輩であることにちなみ、2008年度から2009年度に行われた女子中高生向けイベント「ルーシーと私の楽しむカガクの時間」で使用された。

### 関連文献
- Lovgren, Stefan. ""Lucy" Fossil Tour Sparks Controversy Among U.S. Museums", National Geographic News, November 1, 2006. Accessed August 16, 2007.
- Johanson, Donald C., and Kate Wong. Lucy's Legacy. N.p.: Crown Publishing, 2009. Print.